# Yoshikuni Araki

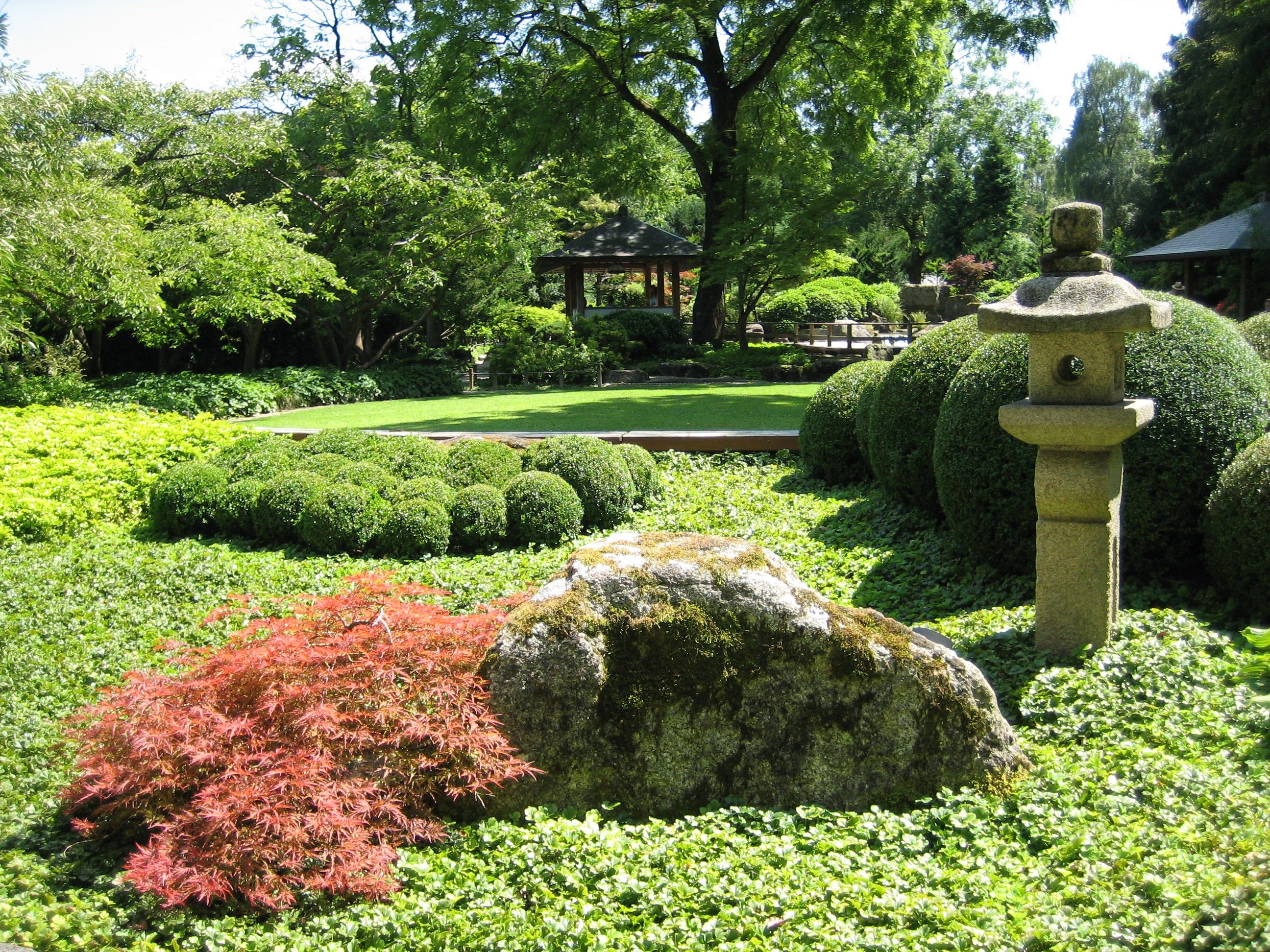
Jardín japonés del jardín botánico de Ausburgo.

Yoshikuni Araki (1921-1997) fue un profesor y arquitecto paisajista de Osaka, que desde el año 1954 se ha dedicado al diseño de jardines japoneses. 
Modeló el jardín japonés en Hamburgo del Planten un Blomen en el 1980. 
Conocido es su jardín del consulado estadounidense en Kōbe.

## Jardines obras de Araki
- 1967 - La embajada del Japón en Tailandia
- 1971 - La residencia del embajador japonés en Corea del Sur
- 1974 - La residencia del embajador japonés en Washington D. C., Estados Unidos
- 1978 - Waterfall Garden en Seattle, Washington, Estados Unidos
- 1984 - Jardín japonés del Jardín Botánico Augsburgo Augsburg
- 1985 - Planten un Blomen en Hamburgo
- 1989 - Jardín japonés del Jardín Botánico Nacional de Cuba en La Habana, Cuba